# Dolgorsürengijn Sumjaabadzar
Dolgorsürengijn Sumjaabadzar (ur. 7 października 1974) – mongolski zapaśnik w stylu wolnym. Dwukrotny olimpijczyk. Dziesiąty w Atlancie 1996 w wadze 100 kg i trzynasty w Sydney 2000 w kategorii 130 kg.
Dziewiąte miejsce na mistrzostwach świata w 1998. Srebrny medal na igrzyskach azjatyckich w 1998. Najlepszy na igrzyskach Wschodniej Azji w 1997 i srebrny medalista mistrzostw Azji w 1996.
Od 2003 do 2006 roku uczestniczył w walkach MMA.